# Sceloporus subpictus
Sceloporus subpictus este o specie de șopârle din genul Sceloporus, familia Phrynosomatidae, descrisă de Richard Irwin Lynch și Smith 1965. Conform Catalogue of Life specia Sceloporus subpictus nu are subspecii cunoscute.